# Маниризам
Маниризам је стилски правац у ликовној уметности позног 16. века између ренесансе и барока, настао из потребе да се синтетизује идеја еволуције и идеја континуитета. Понављањем технике великих мајстора настају бројне варијације, које, међутим, нису увек без субјективних обележја. Маниризам је у ствари стваралачка имитација, јер поред свег понављања основних тема и познатих техника настоји да буде и субјективна експресија.

## Порекло речи и појам
Реч маниризам потиче од италијанског maniera у значењу манир или лични стил, односно начин, а  увео ју је Ђорђо Вазари у 16. веку који је тако обележио касну уметност у делу Микеланђела која је одступала од класичних представа о хармонији и пропорцији у доба ренесансе. Такође се користи у значењу импресивног квалитета или, у ужем смислу, у значењу повезивања појединачних лепота у одређену целину, употребљена да одреди екстраполацију између великих мајстора ренесансе и њихових епигона.
У модерну историју уметности појам маниризам улази почетком 20. века, уопштено као период уметности од смрти Рафаела 1520, тј, од краја високе ренесансе до почетка барока. Опште стилске карактеристике уметника који се сврставају у маниристе није лако дефинисати, тако да је маниризам и даље контроверзан појам, јер не постоји опште слагање који то уметници, али и која дела му с правом припадају.
У најширем смислу, појам маниризам се користи да обухвати све уметности овог периода, а укључује и тако различите уметнике и. личности као позног Микеланђела, Бројгела и енглеског писца Шекспира.
У доста ограниченом смислу маниризам је посебан правац уметности у централној Италији средине 16. века. У овом случају његови типични представници су сликари и вајари Ањоло Бронцино, Антонио Салвијати, Вазари и Челини.
Између две поменуте крајности постоји велики број различитих разумевања, због чега су неки савремени историчари потпуно одустали од речи и концепта маниризам, и сматрају цели период једним непрекинутим наставком високе ренесансе.

## Маниризам између ренесансе и барока
У доба западне уметности између ренесансе и барока ера маниризма није тачно временски обележена и бива различито схватана у литератури, архитектури и сликарству а тешко је наћи и границу између барока и маниризма. Доба маниризма је омеђено између 1515. – 1600. године у Италији, 1550. – 1610. у Француској, 1560.- 1630. у средњој Европи и ако се у Немачкој Слезка песничка школа јавља и траје до 1680. године а слично и у Енглеској Метафизички песници стварају до краја 17. века.

## Карактеристике
Маниризам се уопштено карактерише отклањањем од хармоничног реда који је владао у уметности ренесансе представљана Атинском школом Рафаела Сантија, што се нарочито примећује код његовог ученика Ђулија Романа. Маниризам тежи ка алегорији, енигматичности, назнакама и особеностима. Основне мотиве ове епохе налазимо код шпанског језуите Балтазара Грацијана из 1600. године или Италијана Емануела Тезаура. Позната је изрека „краља манириста” Ђанбатисте Марина: „Циљ песника је да зачуди, ко то не уме, нека се чешагије лати.”.
Стилови које практикују уметници половином 16. века су видно другачији од стила високе ренесансе, Леонарда, Рафаела и млађег Микеланђела. За потврду ове тезе помињу се неки примери који показују суштинско јединство маниристичког стила, упркос његовим очевидним контрадикторностима.
Посебно хомогена група је она која је била активна на фирентинском двору, Бронцино, Салвијати, Вазари и други. Њима појам манириста сасвим одговара пошто је квалитет манира (manierа) такође у значењу стилизам, или стилизација што је свесна карактеристика њиховог дела.
Ипак, и мада је још увек предмет расправе до које тачке су ови „свесни” уметници стилистичари главни или споредни представници једног ширег маниристичког покрета, тј. до које тачке њихова уметност одражава шире политичке, верске и уметничке проблеме њиховог времена – већина историчара би се вероватно сложили да их се може назвати маниристима.
Бронцинова фреска Мучење св. Лоренса (базилика св. Лоренса у Фиренци), сликана крајем 1560-их, доста дугује римској високој ренесанси, посебно наративним композицијама Рафаела у ватиканским собама (Stanze), као и Микеланђеловим нагим фигурама са таванице Сикстинске капеле. Неке од приказаних фигура су изгледа цитати ових изузетних примера, посебно лежећи лик св. Лоренса, својеврсно прилагођен из Микеланђеловог Адама.
Бронцино са својим претходницима високе ренесансе дели занимање за античку класику, нарочито у скоро археолошки приказаном детаљу староримског одевања и архитектуре. Међутим, и упркос овим ерудитским цитатима, укупан доживљај је неприродан, композиција сувише промишљена, потпуно удаљена од идеала високе ренесансе.
Лежећи став св. Лоренса, тако природан у случају Микеланђеловог Адама, овде изгледа декоративно и смешно, сасвим несразмеран са бруталношћу приказане теме у њеном верском значењу. На исти начин су нескладне скоро позоришни ставови џелата и присутне публике мучења, чије неуверљиво савијање и претерану мишићавост истиче њихова безусловна и неоправдана нагота.
Композиција је настањена са превише ликова, а класицистичка архитектура из позадине се не користи да дочара неки складан осећај сликовног простора, те је утисак да се ради о неком вајарском рељефу, са људским ликовима наређаним у један сложени дизајн облика на сликарској површини.
Укупан утисак је сасвим различит од једног класичног дела високе ренесансе, као, на пример, у случају Рафаелове Атинске школе, коју одликује ширина простора и веома маштовита композиција представљених ликова. У Рафаеловом делу, формална величина, склад и висока идеализација одржава довољно контакта са природом, тако да коначни утисак остаје сасвим стваран.
Од Бронцина, у делу  највећег броја уметника Италије, покрети и изрази представљених ликова се јављају потпуно извештачени; природна истинитост се жртвује у прилог натегнутих ефеката стилизоване елеганције, виртуозитета и ерудитског цитирања ранијих дела.

## Историјски преглед
Маниризам почиње са добом реформације, 1527. године је плењен Рим и нараста моћ Хабзбурговаца а Европа се посредством објављивања Америке састаје са различитошћу и егзотичношћу, духовна клима у Европи је под утицајем позне ренесансе, новоплатонизмом, херметизмом и алхемијом. Важно откриће које је утицало на маниризам је и хеленистичка композиција скулптуре Лаокона из 1506. године.
У току 16. века маниризам цвета у владарским дворовима у целој Европи, у Мадриду, Риму и Фиренци - нарочито. У току Тридесетогодишњег рата маниризам је замењен бароком. Ова граница је предмет спора у литератури појединих земаља се разликује и тако на пример у француској се узима да 17. век спада у класицизам.
Маниризам са свим својим карактеристикама као правац и смер којим историчари одређују дела са секундарним значењем и својом виртуозно глатком обрађеном површином, немирним третманом светлости и сенке и повезан путем хладне суздржљивости са нагласцима на тканини у портретној уметности представљају у Фиренци Анђело Бронзино, Јацопо Да Понторно а у Риму Гиоргио Васари и Парми Пармигиано, правац је изразито интелектуалне природе, супротан је концепцијама ренесансе и чињеница је да су му припадали и велики сликари од великог значаја за развој уметности у Шпанији- Ел Греко. Облик се интелектуалним поступком филтрира и елиминише директну опсервацију и перцепцију.
Овакво схватање које произилази из маниристичког концепта склоно је венецијанском и њиховом спиритуалистичком схватању и ово се супротставља барокном схватању које је дириговано од стране Ватикана и у који полазећи ипак од природе иде све до барокних натуралистичких композиција и коме доприноси развоју грађевинарство и декадентни вид форме да би се изазвала реакција грађанства на веру, јавља се Лутерова револуција и ватиканска компонента која има барокни карактер иако прихваћена али није наилазила увек на плодно тло у свим крајевима а нарочито не у Француској и Холандији.

## Сликарство
У сликарству се ово доба удаљава од складних форми високе ренесансе, њених пропорција, ликови се издужују, светло и сенка су много узнемиренији а боја је произвољнија и не одговара боји која се налази у природи.
Пармиђанино (1503. – 1540) слика отмене и прозрачне ликове необичних пропорција (Дуговрата мадона, Аутопортрет у конвексном огледалу) и у супротности је са схватањима лепоте у доба високе ренесансе, њеном одмереношћу и складом са идеалима лепоте из доба античке уметности на коју се угледала и у којој је трагала за својим инспирацијама.
У ово се доба појављују и прве жене које остварују уметничку славу а од њих је најпознатија Софонсиба Ангисола (1532. – 1625) која је била службена сликарка на двору шпанског краља Филипа II.
Венецијански сликар Јакопо Робусти Тинторето (1518. – 1594) један је од најдраматичнијих сликара који су припадали овом правцу у европској уметности. Његове су слике пуне светла и бљеска, бије као и маниристичке деформације облика.
Доменико Теотокопулос или једноставније Ел Греко (1541. – 1614) јесте последњи велики сликар који је спадао у доба маниризма. Он је у своје дело уносио деформацију и када слика ликове он их издужује и неки од историчара уметности сматрају да је то последица његове мане у очима, он употребљава јаке боје и експериментише са светлом и сенком а у Жељи да својим ликовима и делу да што величанственији изглед.

## Скулптура
Маниристички скулптори се нису својим стваралаштвом приближили својим савременицима сликарима а најпознатији представник од њих је Бенвенуто Челини који је моделирао издужене ликове глатке пути.
Француз Ђам де Болоња или једноставно Ђамболоња је најважнији скулптор у Фиренци после Микеланђела и познат је по својој кулптури Отмица сабињанки у којој је створио композицију од три лика која се могу посматрати са свих страна једнако добро.

## Архитектура
У архитектури најистакнутији представник је Андреа Паладио (1508. – 1580) а његово успело дело је летњиковац у близини Вићенце је најјаснијих одлика маниризма - немира и неодређености и тако уноси елементе динамичности у архитектуру.
Микеланђело Буонароти је у свом решењу Каптолског трга у Риму одступио од уобичајених решења дотадашњих времена и пројектује елиптичне форме уместо кружних те трапезасте уместо квадратних, рашчлањава волумен, уводи криве схеме и у доживљавање архитектуре укључује и време у којем посматрача, односно посетиоца води док се пење на трг и укључује у простор док му он ниче пред очима.

## Маниризам изван Италије
Маниризам изван Италије не израста из ренсеансе већ из високе готике које се ту још увек задржала и није прерасла у утицаје који су долазили из ренесансне Италије.
Хијеронимус Бош је сликао велике композиције са много ликова у својим делима у надреалистичким пејзажима у коме се они у непрестаној метаморфози уобличују и сједињују својом светлошћу и бојом са пејзажем.

## Најпознатији представници
Неки од представника овог стила ће бити наведени, али овај списак није потпун јер у различитим литературама налазимо да се неки од њих сматрају ренесансним или пак барокним уметницима.

### Архитектура и скулптура
Ђорђо Вазари, Ђанболоња, Бенвенуто Челини, Ђиакомо дела Порта, Лудвиг Минстерман.

### Сликарство и графика.
Јакопо Тинторето, Ђорђо Вазари, Понтормо, Пармиђанино, Ел Греко, Денис Калверт, Ањоло Бронзино, Албрехт Алтдорфер, Ханс Бок, Лука Камбиасо, Паоло Веронезе, Питер Бројгел Старији, Хијеронимус Бош.

### Маниризам у литератури
Микеланђело, Ђанбатиста Марино, Франсоа Рабле, Вилијам Шекспир, Торквато Тасо, Едмунт Спенсер, Томас Ман.

### Музика
Карло Гесуалдо, Лука Марензио.